# Tosca (Musikprojekt)

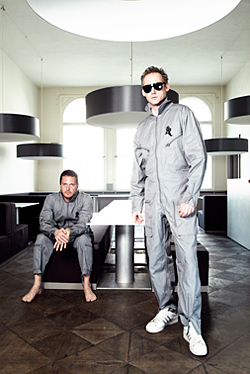
Tosca im Berliner Münzclub (2005): Rupert Huber (links) und Richard Dorfmeister

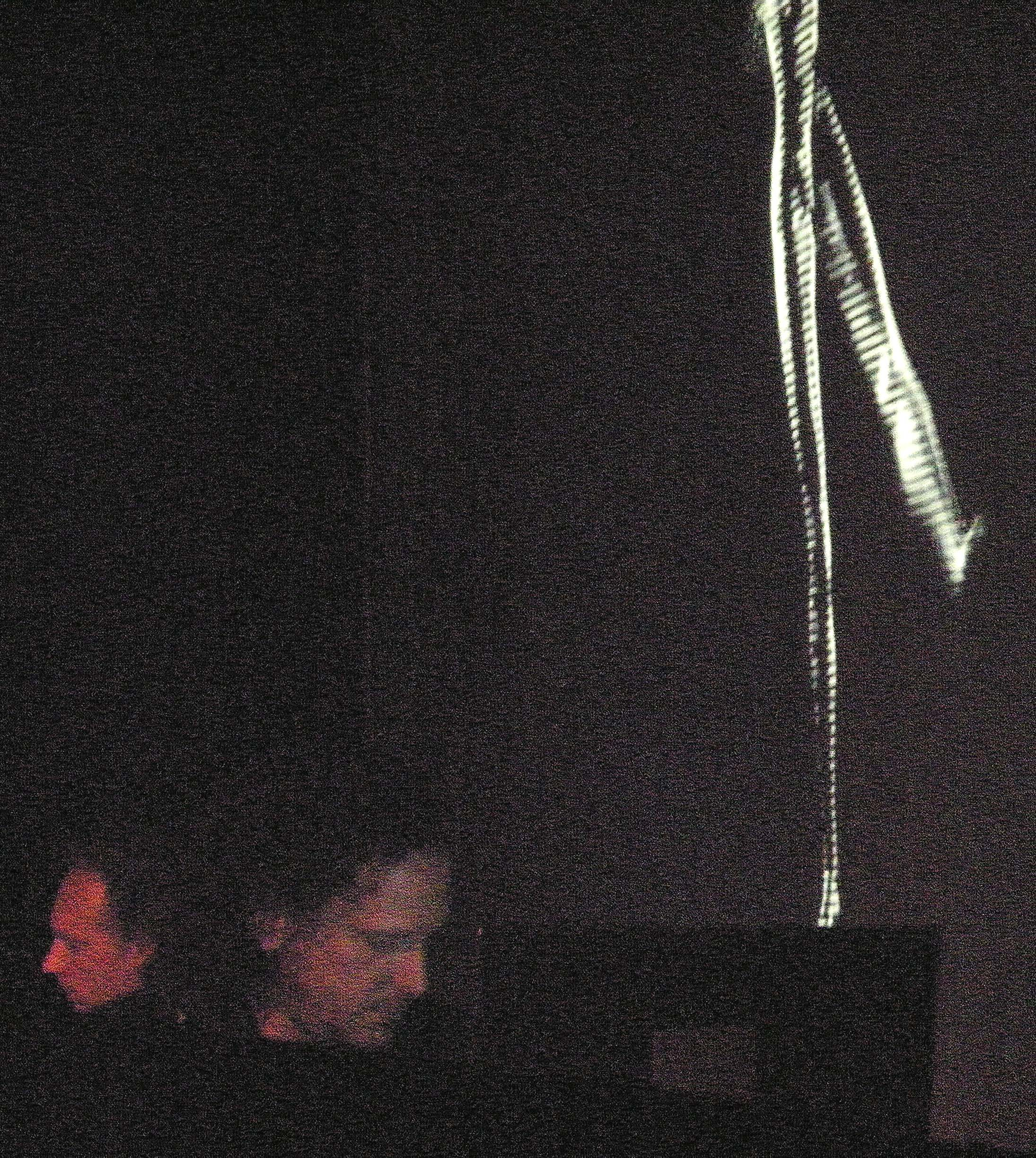
Tosca, 'No Hassle', Wien 2009.

Tosca ist ein Musikprojekt der elektronischen Tanzmusik von Richard Dorfmeister und Rupert Huber. Bereits kurz nach dem Start von Kruder & Dorfmeister wurde 1994 Tosca als zweites Projekt von Richard Dorfmeister gegründet. Nach ersten Singleveröffentlichungen wurde mit Opera 1997 das erste Album auf dem Label von Richard Dorfmeister und Peter Kruder, G-Stone Recordings, veröffentlicht. Peter Kruder gründete seinerseits das Projekt Peace Orchestra. Die Alben Suzuki (2000), Dehli9 (2003), J.A.C. (2005), No Hassle (2009) und Osam (2022) wurden auf dem Berliner Label !K7 veröffentlicht.

## Diskografie

### Studioalben
| Jahr | Titel             | Höchstplatzierung, Gesamtwochen, AuszeichnungChartplatzierungen (Jahr, Titel, Platzierungen, Wochen, Auszeichnungen, Anmerkungen) | Höchstplatzierung, Gesamtwochen, AuszeichnungChartplatzierungen (Jahr, Titel, Platzierungen, Wochen, Auszeichnungen, Anmerkungen) | Höchstplatzierung, Gesamtwochen, AuszeichnungChartplatzierungen (Jahr, Titel, Platzierungen, Wochen, Auszeichnungen, Anmerkungen) | Höchstplatzierung, Gesamtwochen, AuszeichnungChartplatzierungen (Jahr, Titel, Platzierungen, Wochen, Auszeichnungen, Anmerkungen) | Anmerkungen |
| Jahr | Titel             | AT | DE | CH | Dance | Anmerkungen |
| ---- | ----------------- | --- | --- | --- | --- | ----------- |
| 1997 | Opera             | — | — | — | — |             |
| 2000 | Suzuki            | AT24 (8 Wo.)AT | DE48 (5 Wo.)DE | CH90 (2 Wo.)CH | — |             |
| 2003 | Dehli 9           | AT14 (13 Wo.)AT | DE52 (4 Wo.)DE | CH97 (2 Wo.)CH | Dance8 (8 Wo.)Dance |             |
| 2005 | J.A.C.            | AT28 (8 Wo.)AT | DE92 (1 Wo.)DE | — | Dance12 (3 Wo.)Dance |             |
| 2009 | No Hassle         | AT27 (3 Wo.)AT | DE81 (1 Wo.)DE | — | Dance10 (2 Wo.)Dance |             |
| 2013 | Odeon             | AT38 (2 Wo.)AT | — | — | — |             |
| 2014 | Outta Here        | — | — | — | — |             |
| 2017 | Going Going Going | AT68 (1 Wo.)AT | — | CH91 (1 Wo.)CH | — |             |
| 2022 | Osam              | — | — | — | — |             |

grau schraffiert: keine Chartdaten aus diesem Jahr verfügbar

### Remixalben
| Jahr | Titel                     | Höchstplatzierung, Gesamtwochen, AuszeichnungChartplatzierungen (Jahr, Titel, Platzierungen, Wochen, Auszeichnungen, Anmerkungen) | Höchstplatzierung, Gesamtwochen, AuszeichnungChartplatzierungen (Jahr, Titel, Platzierungen, Wochen, Auszeichnungen, Anmerkungen) | Höchstplatzierung, Gesamtwochen, AuszeichnungChartplatzierungen (Jahr, Titel, Platzierungen, Wochen, Auszeichnungen, Anmerkungen) | Höchstplatzierung, Gesamtwochen, AuszeichnungChartplatzierungen (Jahr, Titel, Platzierungen, Wochen, Auszeichnungen, Anmerkungen) | Anmerkungen |
| Jahr | Titel                     | AT | DE | CH | Dance | Anmerkungen |
| ---- | ------------------------- | --- | --- | --- | --- | ----------- |
| 2002 | Different Tastes of Honey | AT47 (4 Wo.)AT | — | — | — |             |

- Fuck Dub Remixes (1997)
- Chocolate Elvis Dubs (1999)
- Suzuki in Dub (2000)
- Souvenirs (2006)
- Pony No Hassle Versions (2010)
- Tlapa – The Odeon Remixes (2013)
- Shopsca – The Outta Here Versions (2015)
- Boom Boom Boom (The Going Going Going Remixes) (2017)
- Mirage (The Osam Remixes) (2023)

## Auszeichnungen
- 2004: Amadeus-Austrian-Music-Award-Nominierung Gruppe Rock/Pop national
- 2001: Amadeus-Austrian-Music-Award-Nominierung Gruppe Rock/Pop national

## Belege
1. 1 2  Chartquellen: AT DE CH US